# ローズ (ストリートファイター)
ローズ（Rose）は、カプコンの対戦型格闘ゲーム『ストリートファイター』シリーズに登場する架空の人物。

## キャラクター設定
『ストリートファイターZERO』（以下『ZERO』と表記）で初登場した、ミステリアスな雰囲気を纏う女占い師。「ソウルパワー」という超能力を使って戦う。
イタリア・ジェノバに占いの店「神秘の館（パラッツォ・ミステーロ）」を構え、ジェノバでは知らない者はいないと言われるほど評判を持っている。ある日、憎悪の炎が世界に広がる悪夢を見た。それは「ソウルパワー」による大きな災いを暗示するものだった。その翌日、彼女は夢が現実になるのを防がなければと考えていた。その時、目の前を通り過ぎていったリムジンに乗った軍服の男ベガから邪悪なオーラ（サイコパワー）を感じ取った。その姿は正に悪夢の本質だった。以来、彼の暴走を止めるべく、悪のパワーの持ち主を封印することを使命として闘いに身を投じる決心をする。
スタイル抜群の美女であり、強くウェーブのかかった紫の長い髪と、身体に巻いたロングマフラーが特徴。物腰の柔らかい大人の女性であり、勝利台詞や話し言葉も相手を諭すような落ち着いたものが多い。
『ZERO』シリーズの企画・設定を担当した村田治生は「格闘家というよりはソウルパワーの使い手という設定のため、あまりストリートファイターらしいイメージにしたくなかった」と語っている。
『ZERO』のエンディングでは、ベガを倒してサイコパワーを封印するも、力を使い果たして倒れた。『ZERO2』のエンディングではベガを倒して帰還するが、その後で不安を感じてタロットカードを引き、まだベガのサイコパワーを封印できていないことを感じる。
『ZERO3』のバックストーリーではローズのもとにイタリア人の少年マッジオが行方不明の姉・アプリーレを探してほしいと尋ねてくるが、アプリーレはシャドルーに捕らわれてベガ親衛隊として活動していた。エンディングではベガと差し違えになり、ガイの救出により一命を取り留めるが、ベガの魂がローズの肉体に承継されてしまう。
『ZERO』と『ZERO2』ではローズとベガは直接の因縁はなく、ローズの師匠とベガの間に何らかの過去があったとされている。『ZERO』のバックストーリーでは、ローズのかつての師匠が、ローズがいつか戦いの場に足を向けること、「ソウルパワー」がローズの強力な武器であり同時に克服できない弱点であることを警告していたことが語られており、この時点では師匠とベガの関係は明言されていない。
しかし、『ZERO3』のエンディングではローズはかつてベガの弟子だったと語られている。『ストリートファイターV』（以下『ストV』）の相関図では、ベガとは元同門もしくは元師弟とされている。また、『ZERO3』のローズ使用時の最終ボスとして登場するベガの台詞に「お前は昔のように従順な方がらしい」という意味深なものがある他、『ストV』における攻撃モーションにベガと酷似したものがあり、『ストV』のシャドルー基地内部ステージでのキャラクターの分析データが表示される背景ギミックにおけるローズのデータ中に「元見習い」という表記がある点に加え、「ベガ親衛隊候補生は花の名前をコードネームにする」という追加設定の存在など、ローズの過去にシャドルーとの接点があると思しき要素も加えられている。
『ストリートファイターIV』（以下『ストIV』と表記）の家庭用では春日野さくらやキャミィと同じく、条件を満たせば使用可能になる追加キャラクターに選ばれている。
『ストIV』シリーズでは『ZERO』シリーズから数年の時が経っているが、変わらずジェノバで占い師を続けている。本作でのローズの設定は『ZERO3』のものが反映されており、かつてベガと戦い意識を失って以降のことを一切覚えておらず、戦いの後気づいた時にはシャドルー基地の外に倒れていたと回想している。また、ローズ本人に自覚はないもののその体内にはベガが注入したサイコパワーが蓄えられており、エンディングでベガの不意打ちを受けて力を回収されてしまう（奪われてしまう）描写がある。その際、顔面を鷲掴みにしてきたベガの手を通じて彼の犯してきた悪行のビジョンを垣間見ており、気絶して倒れた後は命を奪われずにそのまま放置された。
また、『ストIV』シリーズではガイの協力者として登場するが、その理由としてプロデューサーの小野義徳は「『ストリートファイターZERO』の同人誌でガイとローズが絡んでいるのを頻繁に目にしたから」と答えている。また、『ストIV』の家庭用にローズを出した経緯について小野は「格闘ゲームでは女性キャラクターのデザインが難しいが、要望があったので『ローズはオバサンだけどいいか!』といった感じで増やした」と語っている。
『ストV』ではシーズン2の追加キャラクター・メナトのストーリーモードにおいてシルエットで登場して彼女の師匠であることが明かされている。後にローズもシーズン5の追加キャラクターとして参戦することとなった。自身のストーリーモードではベガが滅んだ後も凶兆を示すタロットに不安を拭えず、インドに赴きオロに相談する。そしてタロットが示したGと交戦し、世界が終焉に向かうヴィジョンを幻視することになる。

### ソウルパワー
ソウルパワーとは自分の精神エネルギーを力に変えることによって発揮される超能力である。戦いの際には愛用のマフラーにソウルパワーを注入し武器として使用するほか、未来予知を始め、瞬間移動、テレパシー、念動力、分身、空中浮揚などの多彩な能力を行使する。
正義の心によってのみ使用することができ、邪悪な意思がこもるとサイコパワーと呼ばれるこの世に災いを及ぼす力となる。ベガはこの二つの力を「同じパワー」「我ら2人にしか扱うことの許されぬ力」と呼んでおり、『ZERO』と『ZERO2』では「サイコパワーを封じることのできる力」だと説明された。
『CAPCOM FIGHTING Jam』（以下『CFJ』と表記）のエンディングではソウルパワーを使い、パイロンをタロットカードに封印した。

## キャラクターの性能
飛び道具、突進技、対空技などの必殺技を一通り持ち合わせており、基本的にはバランスの取れたキャラクターといえるが、技の性質や操作性は独特なものが多い。
マフラーを使った特殊な攻撃が多いのが特徴で、相手の攻撃とぶつかり合った場合は一方的にダメージを与えることが可能だが、全体的に攻撃動作が大振りで隙が大きいという弱点もある。

## 技の解説

### 通常技
作品によって若干差異はあるが、ここでは『ZERO』シリーズでの技名称を掲載。なお『ZERO3』以前での立ち状態の遠近およびジャンプ状態の垂斜の区別はない。
| 操作     | 立ち（近距離）                              | 立ち（遠距離）                              | しゃがみ       | ジャンプ                 |
| -------- | ------------------------------------------- | ------------------------------------------- | -------------- | ------------------------ |
| 弱パンチ | パンチ                                      | パンチ                                      | パンチ         | チョップ                 |
| 中パンチ | ソウルパンチ(※1) / ソウルスティング(※2)     | ソウルパンチ                                | ソウルパンチ   | ソウルチョップ           |
| 強パンチ | ソウルウインド                              | ソウルウインド(※1) / ソウルブリーズ(※2)     | ソウルリフト   | ソウルクレセント         |
| 弱キック | ローキック                                  | ローキック                                  | キック         | ジャンピングキック       |
| 中キック | ソウルサイドキック(※1) / ソウルティップ(※2) | ソウルサイドキック                          | スライドキック | ジャンピングサイドキック |
| 強キック | ソウルカルカーニョ                          | ソウルカルカーニョ(※1) / ソウルツイスト(※2) | ラウンドローズ | ローズペイン             |

※1 『ZERO』 - 『ZERO2 ALPHA』
※2 『ZERO3』以降

### 投げ技
ソウルドレイン
相手の頭に倒立し、オーラを流し込んでダメージを与える。『ZERO』シリーズ、『CFJ』、『ストV』で使用。
『ZERO』シリーズと『CFJ』では攻撃中に相手がレバガチャを行うと、ダメージが軽減される。
ソウルフェイド
「ソウルドレイン」の空中版。『ZERO3』と『CFJ』で使用する。
ソウルフォール
『ストIV』、『ストV』の前方投げ。相手を掴んで青い炎で包んだあと地面へ叩きつける。
ソウルループ
『ストIV』の後方投げ。相手を掴んで青い炎で包んだあと背後へ叩きつける。

### Vシステム
ソウルフォーチュン [VスキルI]
その場でタロットカードを引く。登場するカードはマジシャン、チャリオット、タワー、デスの計4枚。使用したカードによって自身の攻撃力アップ、自身のVゲージ上昇、相手の削りダメージ増加、相手の攻撃力低下といった効果が発動する。相手を弱体化させるものはカードを投げつける飛び道具となっており、ガードをされてもカードの効果は発揮される。使用するカードはVゲージの横に表示され、一度カードを使用するとランダムで別のカードに切り替わる。
フォーチュンシャッフル [VスキルI]
上記で使用するカードを任意に切り替える。ただし選ばれるカードはランダムである。
ソウルサテライト [VスキルII]
ソウルパワーで球体を作り出し、一定時間ローズの周りを飛び回るサテライト（衛星）を1つ出現させる。1つ目の球体がある状態で再度コマンドを入力すると2つ目を設置できる。
ソウルディメンション [VトリガーI]
発動すると後述の「ソウルテッラ」、「ソウルマーレ」、「ソウルチエーロ」が使用可能になる。
ソウルイリュージョン [VトリガーII]
一定時間ローズの行動に追従する分身を1体作り出す。また発動中は「ソウルスパーク」、「ソウルスパークエア」、「ソウルパニッシュ」の性能が強化される。
ソウルリフレクト [Vリバーサル]
マフラーによる打撃で反撃する。
ソウルベローチェ [Vシフトブレイク]
大きく踏み込みながら蹴りを放つ。

### 特殊技
スライディング
前方への滑り込み蹴り。遠くから出して技を当てると隙が減るうえに、スーパーコンボなどで相手の出した反撃を潰すことも可能。初代『ZERO』のみグラフィックが中足払い（スライドキック）の流用であったが、『ZERO2』以降は新規の専用グラフィックとなった。飛び道具の下を通ることはできない。
ソウルピエーデ
『ZERO2 ALPHA』にて追加された特殊技。立ち強キックの「ソウルカルカーニョ」を出した後に前進する。攻撃後の隙は大きい。「ピエーデ」はイタリア語で「足」、「カルカーニョ」は「かかと」の意。
ソウルフィール
『ウルトラストリートファイターIV』（以下『ウルIV』と表記）のオメガエディションで追加。遠距離立ち中パンチを、前進しながら繰り出す。
ソウルプレーザ
『ストV』で使用。僅かに飛び上がりながらミドルキックを放つ。
ソウルピラストロ
『ストV』で使用。マフラーを軸に飛び上がり回し蹴りを放つ。
ソウルレヴァーレ
『ストV』で使用。立ち弱キックからソウルピエーデに繋げるターゲットコンボ。

### 必殺技
ソウルスパーク
前方にマフラーを伸ばしつつ、先端からソウルパワーの気弾を撃ちだす飛び道具。マフラーに攻撃判定はないものの、触れた相手を押し返す効果がある。
後述する「ソウルリフレクト」で相手の飛び道具を吸収した場合、次の一回分だけ威力が強化される。弱のソウルリフレクトで相手の飛び道具を吸収した回数が多いほど、7段階まで攻撃力は上昇する。通常は1度ソウルスパークを放てば最初の威力に戻ってしまうが、オリジナルコンボ中は高い攻撃力を保った状態で連発することができる。絶大な破壊力から「即死コンボ」と呼ばれており、「それだけのためにローズを使う価値がある」というコメントが出されている。
ソウルスパークエア
『ストV』で追加された空中版のソウルスパーク。ボタンの強度によって弾発射時の角度が変化する。
ソウルリフレクト
ソウルパワーをまとったマフラーをすばやく振る。打撃技として使う以外にも、相手の飛び道具を吸収したり跳ね返したりする効果を持つ。「弱」は吸収、「中」は前方に跳ね返し、「強」は斜め上方に跳ね返す。
飛び道具を吸収すると吸収した回数に応じて1発だけ（例外あり）「ソウルスパーク」「オーラソウルスパーク」の威力が上昇する。また、スーパーコンボゲージを溜める効果もある。
『ストV』ではVリバーサルの動作になっており、飛び道具を無効化する能力は無い。
ソウルスルー
飛び上がって空中の相手を掴みにいき、捕らえた相手を地面に投げ落とす。地上の相手には無効。空振ると着地するまで無防備の状態となる。
『ZERO』では出際に無敵時間があり、対空技としても機能した。『ZERO2』では出際の無敵時間はなくなり、つかむ判定の出ているタイミングも先読みが必要となった。
『ウルIV』のオメガエディションのEX版は、しゃがみ強パンチで相手を浮かせてからソウルスルーをする「オーラソウルスルー」の動作になっている。
ソウルスパイラル
『ZERO2』にて追加された技。ソウルパワーをまとったマフラーをらせん状に腕に絡ませ、前方へ踏み込みつつ突きを繰り出す。
『ZERO2』では「ソウルイリュージョン」を使用中に当てると、威力の上昇が顕著になる。
中平正彦の漫画『ストリートファイターZERO』でベガに対して使用する描写がある。
ソウルバッシング
『ウルIV』のオメガエディションで追加。当て身技で、攻撃を受けると相手をソウルパワーで包み込む。相手の動きを一瞬止めることが出来る。
ソウルバブル
『ウルIV』のオメガエディションで追加。小さな球体を放つ。飛距離は非常に短く、球体も小さい。
バブルが消える場所に相手がいると、バブルは爆発を起こし威力が増すが、バブル移動中に相手にあてても効果は薄い。
ソウルパニッシュ
『ストV』で追加。一定時間その場に停滞するソウルパワーの球体を設置する飛び道具。設置直後の球体に攻撃判定は無く、一定時間経過後に爆発する。
ソウルバインド
『ストV』で追加。空中に向けてマフラーを伸ばしヒットすると相手をマフラーで包み、ソウルパワーを注入して攻撃する。なお、地上にいる相手にはヒットしない。
ソウルテッラ / ソウルマーレ / ソウルチエーロ
Vトリガー[I]発動中に使用可能な移動技。「ソウルテッラ」は相手の背後に、「ソウルマーレ」は自身のいた場所から後方に、「ソウルチエーロ」は相手の背後空中にそれぞれワープする。

### スーパーコンボ
オーラソウルスパーク
「ソウルスパーク」を強化した技。3発重なった状態の「ソウルスパーク」を放ち、複数ヒットする。技の途中でダメージを受けても光弾は消えることがない。
こちらも「ソウルスパーク」同様「ソウルリフレクト」の吸収能力を使うことで、ダメージのアップが可能。『NAMCO x CAPCOM』では上記のレベル2のものが「オーラソウルスパークLV3」として使用されているほか『ストIV』シリーズではレベル1のものがスーパーコンボとして使用され、『ウルIV』のオメガエディションで以下の攻撃も使えるようになっている。
オーラソウルスパーク・ドゥーエ
『ZERO』でのレベル2。分身を伴って相手に突進し、遠距離弱キック→「ソウルピエーデ」→2ヒットの中「ソウルリフレクト」→「ソウルスパーク」の連撃。無敵時間が短い。初段が下段攻撃。
オーラソウルスパーク・トレ
『ZERO』でのレベル3。2ヒットの中「ソウルリフレクト」→「ソウルスパーク」が4発重なったものを放つ。最初のソウルリフレクトは飛び道具系のウルトラコンボまで跳ね返す性能を持つ。
レベル2とレベル3は『ウルIV』のオメガエディションで新たに技名が付けられた。
オーラソウルスルー
「ソウルスルー」を強化した技だが、レベルごとの変化が激しい。レベル1は無敵時間のある「ソウルスルー」（初代『ZERO』の「ソウルスルー」と性能はほぼ同じ）を放つもので、無敵時間はシリーズが進むにつれて短くなった。レベル2はしゃがみ強パンチの「ソウルリフト」を叩き込んで相手を浮かせたのち、「ソウルスルー」で捕えるもの。レベル3は最初に掌底を叩き込んで「ソウルリフト」で打ち上げてから「ソウルスルー」で止めを刺す。最後の「ソウルスルー」を食らった相手は、青白く燃えるオーラに包まれながらダウンする。『ZERO3』でのローズのX-ISM対応スーパーコンボである。
ソウルイリュージョン
分身を作りだす。分身の数は3体で本体の行動を時間差でトレースし、必殺技以外の技の攻撃のヒット数が増加する（代わりに本体の攻撃力に補正がかかる）。レベルが高いほど分身が出ている時間も延びる。分身の攻撃値はそれぞれ専用の数値で、空中連続ヒット効果を持つ。また、飛び道具と投げ技は分身の影響を受けない。
この技を発動すると、分身が消えるまではどんな技を出してもローズのスーパーコンボゲージは増えなくなる。『ZERO2』では相手の攻撃を食らった時のみゲージが増加するようになり、「ソウルスパイラル」との連携で強力な効果を発揮する。
『ZERO3』では分身中に技を出すとゲージが増えるようになった代わりに分身が2体に減り、同時に分身の攻撃値も大幅に低下した。加えて「ソウルスパイラル」との連携もできなくなったため大幅に弱体化した。
『ストV』ではVトリガーとして使用する。こちらでは分身は1体に減り、効果時間も5秒に減少したが、コマンドが強P+強Kに簡略化された事で出しやすくなり、立ち回りに組み込みやすくなった。また、発動中は「ソウルスパーク」（「エア」含む）、「ソウルスパイラル」、「ソウルパニッシュ」の性能が強化される。なお、通常投げの演出中はVタイマーが減らない。

### ウルトラコンボ
UC1 - イリュージョンスパーク
前方にマフラーを伸ばして、ヒット時は相手をロックしてダメージを与える技。技が成功するとマフラーを相手の腕に巻きつけた後、大量のソウルパワーを直接注入する。
相手を掴むタイプの技だがガードは可能。発生は遅いが、リーチの長さと無敵時間に優れる。なおマフラーには飛び道具を掻き消す効果がある。
UC2 - ソウルサテライト
ソウルパワーで球体を作り出し、一定時間ローズの周りを飛び回るサテライトを2つ出現させる。
この球体は攻撃力は高くないものの攻撃判定を持ち、接触した相手にダメージを与えることができるため、攻撃にも防御にも使えるサポート的な役割を果たす。球体は一定時間経過、もしくは一度でも何かに接触した時点で消滅する。
『ウルIV』のオメガエディションではリベンジゲージが50%以上100%未満の時に発動すると球体が1つしか出ない。
『ストV』ではVスキルとして使用する。

### クリティカルアーツ
フェイトオーラスパーク
マフラーによる打撃を水平→叩き付け→打ち上げの順に繰り出し相手を空中に吹き飛ばした後、ソウルスルーで相手を地面に叩き付け、空中からレーザー状のソウルスパークを放つ。

### その他の技
タロットカード
『NAMCO x CAPCOM』での攻撃技。魔力属性を持ったカードを相手に投げつける。
『ZERO3』のファイナルベガ戦開始前の会話デモでベガにタロットカードを投げつけるシーンを技として再現したもの。

## 担当声優
- 宮村優子（『ストリートファイターZERO』、『ZERO2』）
- 根谷美智子（『ストリートファイターZERO3』、『CAPCOM FIGHTING Jam』、『NAMCO x CAPCOM』）
- 折笠愛（OVA『ストリートファイターZERO - THE ANIMATION -』）
- 渡辺明乃（『ストIV』シリーズ、『ストV』、『鬼武者Soul』）

## 登場作品
- ストリートファイターZERO全シリーズ
- ストリートファイターIVシリーズ（初代は家庭用のみ登場）
- ストリートファイターV
- CAPCOM FIGHTING Jam
- NAMCO x CAPCOM
- SNK VS. CAPCOM 激突カードファイターズ全シリーズ（トレーディングカードゲーム版も含む）
- 鬼武者Soul
- Street Fighter X Mega Man